# 石井步
石井步（日语：／ Ishii Ayumi，1985年9月24日—），日本漫畫家。女性。出身於神奈川縣。

## 經歷
2004年，作品《佐助同學的憂鬱》入選漫畫學院獎。2005年，作品《妙林寺的注同學》獲得第56屆小學館新人漫畫大奬少年部門佳作。
2009年，《信長協奏曲》系列開始在《月刊少年Sunday》創刊號上連載。該作品於2014年改編成動畫和電視劇。

## 獲獎紀錄
- 漫畫學院（日语：まんがカレッジ）2004年8月期入選（《佐助同學的憂鬱》）
- 小學館新人漫畫大奬第56屆（2005年前期）少年部門佳作（《妙林寺的注同學》）
- 小學館漫畫獎第57屆（2011年度）少年部門（《信長協奏曲》）

## 作品列表

### 連載
- 信長協奏曲[4]（《月刊少年Sunday》2009年6月號—連載中，已出版22冊）

### 短篇
- 妙林寺的注同學（投稿作品）—收錄於《石井步短篇集》
- 陷入困境的單細胞（投稿作品）—收錄於《石井步短篇集》
- 佐助同學的憂鬱（《週刊少年Sunday超（日语：週刊少年サンデーS）》2005年1月25日號）—收錄於《石井步短篇集》
- 小白與小鶇（《週刊少年Sunday超》2005年9月25日號）—收錄於《石井步短篇集》
- 大和與童子（《週刊少年Sunday超》2006年3月25日號）—收錄於《石井步短篇集》
- 佐助同學的秘密（《週刊少年Sunday》2007年15號）
- 神秘的少年（《週刊少年Sunday超》2007年9月25日號）—收錄於《石井步短篇集》
- 吸血鬼Tamakloe（《月刊少年Sunday》2009年6月號別冊附錄）—收錄於《信長協奏曲》第1冊
- 王牌的秘密（《月刊少年Sunday》2011年9月號）—收錄於《信長協奏曲》第7冊

## 外部連結
- （日語）